# كريس بن (لاعب كرة قدم أمريكية)
كريس بن (بالإنجليزية: Chris Penn)‏ هو لاعب كرة قدم أمريكية أمريكي، ولد في 20 أبريل 1971 في لينابا في الولايات المتحدة.